# Kevin Naiqama

a Compétitions nationales et continentales officielles uniquement.

b Matchs officiels uniquement.
Kevin Naiqama, né le 4 février 1989, est un joueur fidjien de rugby à XIII évoluant aux postes de centre, d'ailier ou d'arrière. Il fait ses débuts professionnels en National Rugby League avec la franchise des Newcastle Knights en 2010 avant de la poursuivre à partir de 2014 aux Penrith Panthers aux côtés de son frère Wes Naiqama. Ses performances en club l'amènent rapidement en sélection fidjienne avec laquelle il dispute la Coupe du monde 2013.
Il a également une sœur cadette, Sera Naiqama, qui est une joueuse internationale australienne de rugby à XV.

## Biographie
Né en Australie, il passe ses années juniors au sein des St. George Illawarra Dragons avant de faire ses débuts professionnels sous les couleurs des Newcastle Knights en National Rugby League à partir de 2010 en compagnie de son grand frère Wes Naiqama. Après quatre saisons à Newcastle, il signe en 2014 aux Penrith Panthers retrouvant son frère Wes. Ce départ est la conséquence d'une forte concurrence à Newcastle où Darius Boyd, James McManus et Akuila Uate évoluent.
Malgré le fait de ne pas trouver une place de titulaire en NRL, il est appelé en équipe nationale à partir de 2009, disputant notamment la Coupe du monde 2013. Lors de la Coupe du monde 2013, il est désigné homme du match lors du premier match contre l'Irlande.

## Palmarès
- Collectif :
  - Vainqueur de la Super League : 2019, 2020 et 2021 (St Helens).
  - Vainqueur de la Challenge Cup : 2021 (St Helens).
  - Finaliste de la Challenge Cup : 2019 (St Helens).

- Individuel :
  - Élu meilleur joueur de la finale de la Super League : 2021 (St Helens).
  - Nommé dans l'équipe de la Super League : 2019 (St Helens).

## Statistiques
| Saison | Club              | Compétition           | Matchs | Points | Essais | Transf. | Drops | Pénal. |
| ------ | ----------------- | --------------------- | ------ | ------ | ------ | ------- | ----- | ------ |
| 2010   | Newcastle Knights | National Rugby League | 1      | -      | -      | -       | -     | -      |
| 2011   | Newcastle Knights | National Rugby League | -      | -      | -      | -       | -     | -      |
| 2012   | Newcastle Knights | National Rugby League | 8      | 28     | 7      | -       | -     | -      |
| 2013   | Newcastle Knights | National Rugby League | 6      | 8      | 2      | -       | -     | -      |
| 2014   | Penrith Panthers  | National Rugby League | 8      | 28     | 7      | -       | -     | -      |
| 2015   | Wests Tigers      | National Rugby League | 24     | 36     | 9      | -       | -     | -      |
| 2016   | Wests Tigers      | National Rugby League | 23     | 44     | 11     | -       | -     | -      |
| 2017   | Wests Tigers      | National Rugby League | 23     | 36     | 9      | -       | -     | -      |
| 2018   | Wests Tigers      | National Rugby League | 20     | 24     | 6      | -       | -     | -      |
| 2019   | St Helens         | Super League          | 31     | 80     | 20     | -       | -     | -      |
| 2020   | St Helens         | Super League          | 19     | 36     | 9      | -       | -     | -      |
| 2021   | St Helens         | Super League          | 15     | 24     | 6      | -       | -     | -      |